# Álvaro García de Zúñiga
Álvaro García de Zúñiga (Montevideo, 1958 - Lisboa, 2014), abreujat artísticament AGZ, fou un escriptor, director de teatre, productor de cinema i compositor portuguès d'origen uruguaià.

## Biografia
Format fonamentalment en música (violí i composició amb Norbert Brainin, Amadeus Quartet, Sergio Prieto, Roque de Pedro, etc.), del teatre musical passa al "teatre tout court" i després a altres literatures. Autor de peces de teatre, arguments per al cinema, una adaptació per a l'òpera, moltes obres en prosa i poesia, també es va dedicar a la cinematografia i a la radiofònica.
Casat amb Teresa Albuquerque, tots dos van fundar blablalab, un «laboratori de llengües» dins el qual treballen en una producció d'obres difícils d'etiquetar, ja que es troben en un terreny d'ambigüitat, com a per exemple «Peça a la Convicció».

## Obres

### Poesia i prosa
- Actueur
- s/t
- Déchets
- Peaux et Scies
- Lit, ratures
- Erections

### Teatre
- "Théâtre impossible: Teatro impossivel" (1998).
- "Lecture d'un texte pour le théâtre" (1998).
- "Sur Scène et Marne" (1998).
- "O teatro é puro Cinema" (1999).
- "Pièce à Conviction" (2004).
- "Exercices de Frustration" amb Léopold von Verschuer. 2006.[2]

### Música
- Chansons bio i-logiques sans additifs.
- 3 petrarqueries lisztées liftées réliftées.
- Hors jeu.
- Quelques huit saccages allégorithmés.
- Pièce à conviction.

### Cinema i vídeo
- Com a productor
  - Le palais de Santos (1999).
  - Um dia na vida, curtmetratge (2000).
  - As Batalhas documental (2001, DVD, 2003).
  - "Léopold von Verschueur sous surveillance", curtmetratge (2002).

### Ràdio
- "Manuel", obra radiofònica en tres parts. Producció Estudi Akustische Kunst. WDR3. (2003/2004)
- "Pièce à Conviction" - versió radiofònica (2007).

### Obres editades
- Théâtre Impossible: Teatro Impossível – Ed. Acarte/Gulbenkian, Lisboa 1998. Bilingüe (fr. –port.).
- A Finger for a Nose – Entertainment Co. Ed. Entertainment Co., Oeiras 2000. Bilingüe (port. – angl.).
- OmU / Théâtre Impossible – Ed. sat-lx-Plano 9, Lisboa 2002. Bilingüe (francès – alemany).
- Dechet – NRF. Gallimard. París 2004.
- Juegos de estética, juegos de guerra: especificidad y comunicación, texte du colloque « Jogos de guerra, jogos de estética». Ed. Colibri / FCFA Lisboa 2005.
- MANUEL, fragments de la partició de la peça radiofònica, Mutantes, Revista de les Arts i la Literatura, Lisboa 2005.
- ACTUEUR, Ed. sat-lx-Plano 9, Lisboa 2006.
- s/t, Ed. sat-lx-Plano 9, Lisboa 2006.